# (1308) Halleria
(1308) Halleria – planetoida z pasa głównego asteroid okrążająca Słońce w ciągu 4 lat i 353 dni w średniej odległości 2,91 au. Została odkryta 12 marca 1931 roku w Landessternwarte Heidelberg-Königstuhl w Heidelbergu przez Karla Reinmutha. Nazwa planetoidy pochodzi od Albrechta von Hallera – szwajcarskiego lekarza, botanika i poety. Przed nadaniem nazwy planetoida nosiła oznaczenie tymczasowe (1308) 1931 EB.